# 푸키에 탱빌

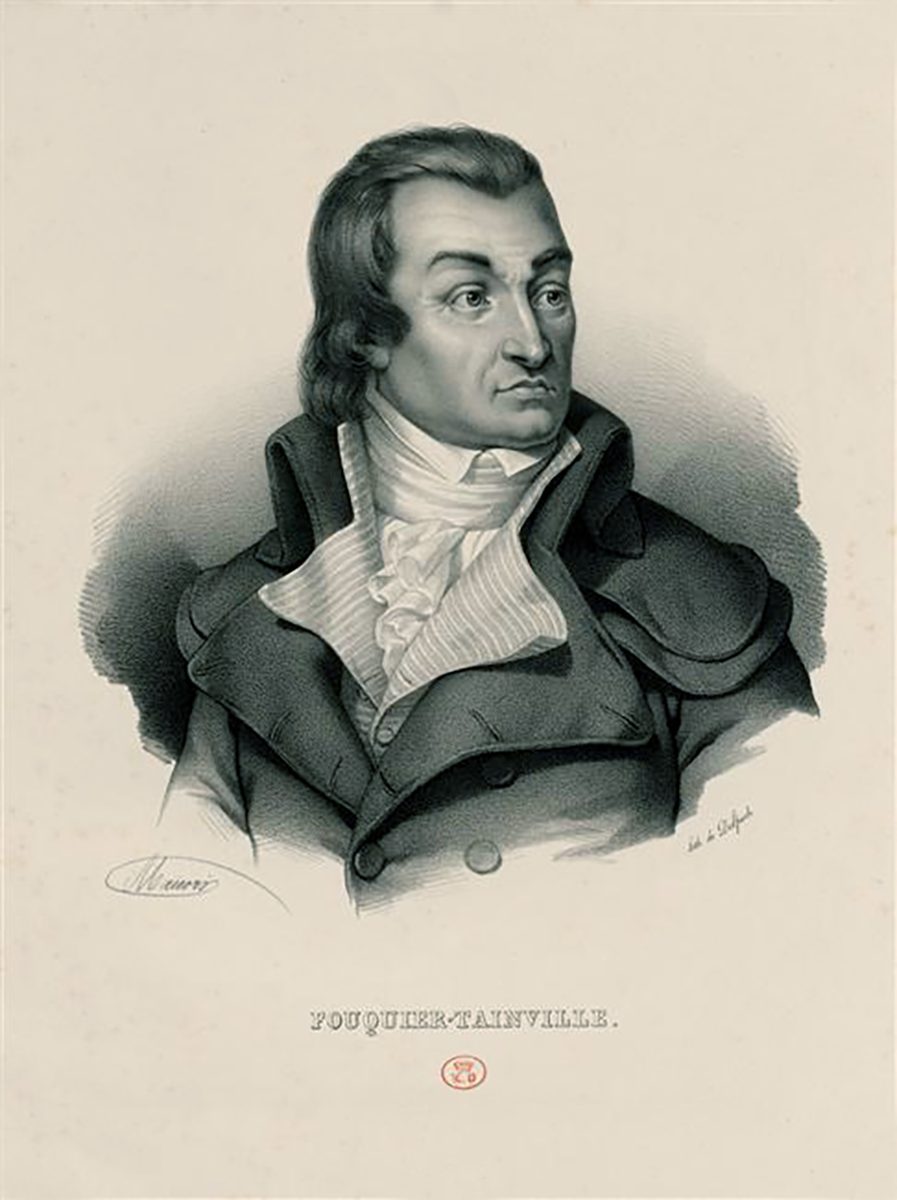
푸키에 탕빌

앙투안 캉탱 푸키에 드 탱빌(Antoine Quentin Fouquier de Tinville 또는 Fouquier-Tinville, 1746년 6월 12일 - 1795년 5월 7일)은 프랑스 혁명기의 공포 정치 때 설치된 혁명 재판소의 검사이다. 카미유 데물랭의 먼 사촌이다.

## 생애
1746년에 부유한 농부의 아들로 태어났다. 혁명 후 검사의 전력을 사서 1793년 “공화제에 반대”하는 모든 것을 재판하는 큰 권한을 부여했던 “혁명재판소”가 설치되면서 검찰의 지위에 올랐다. 취임 후 한 동안은 그다지 단두대에 보내지 않았다. 그 후로는 절대적인 권한과 웅변으로 가책이 없는 탄압의 집행자가 되어 사소한 범죄도 사형 판결을 내려, 시민들로부터 두려움의 대상이 되었다. 왕당파, 지롱드 파, 또는 자코뱅파 내부의 에베르 파와 당통 파(친척 카미유 데물랭까지)에게 무차별 사형을 내린 판사였다.
잇따라 무리한 처형에 직접 관여한 탱빌은 “머리가 기왓장 같이 떨어지고 있다”고 표현했다. 로베스피에르에 충실했지만, 테르미도르의 쿠데타 때 그에게 유죄를 선고했다. 그러나 그 직후 혁명재판소는 일신되어 관료와 판사는 파면되었다.
곧 피해자의 유족에 고발되어 체포된다. 재판에서 자신의 결백을 주장하며 “단지 명령에 충실한 장교로 행동하는 것에 지나지 않는다”고 주장했으나 받아들여지지 않았고, 1795년 5월 7일 자신도 연루된 혐의자 15명과 함께 단두대에 처형되었다.